# Papežinja Ivana
Papežinja Ivana je bila v moškega preoblečeno dekle, ki naj bi vladala kot papež po smrti Leona IV. Privzela naj bi si ime Janez VII., Janez VIII. oziroma Janez Angleški. Tako pravi poznejša legenda.

## Zgodovina legende

### Legenda
V čas po smrti Leona IV.  postavljajo v XIV. stoletju nastalo legendo, ki govori o tem, da je na papeškem prestolu sedela neka ženska, ki si je nadela ima Janez VIII; po drugih se je imenovala Janez VII., Janez Angleški. Od tod porogljivo ime »Papežinja Ivana«. Zgodba ima veliko različic, a nosi v sebi približno tako vsebino: 
V Mainzu naj bi živel neki angleški pridigar, ki je svojo lepo hčerko – Nežo (Agnezo) ali Gilberto, poučeval v vseh sodobnih znanostih. Ko je postala zrela za možitev, je preoblečena v moškega pobegnila s svojim prijateljem iz Fulde, obhodila celo Evropo, se v Atenah izurila v grščini in umetnosti ter tam ostala do smrti svojega ljubimca. Tedaj je odšla v Rim in tam odprla šolo pod imenom Janez Angleški (Joannes Anglicus). Po svoji učenosti in pobožnosti je zaslovela tako zelo, da so jo po smrti Leona IV. izvolili za papeža. Dve leti je pobožno živela in modro vladala; omamljena od blaginje je tedaj začela ljubezensko razmerje z enim svojih zaupnikov. Kot posledica tega je med procesijo rodila otroka. 
Po eni različici je takoj umrla - že na porodu -, po drugi jo je razjarjeno ljudstvo raztrgalo, po tretji pa so jo za pokoro zaprli v samostan. Ko je njen otrok odrastel, je postal ostijski škof in je po njeni smrti mater dal skrivaj prenesti in pokopati v svojo stolnico. 

### Različica iz »Avstrijske kronike«
Ena od najbolj znanih različic je besedilo Leopolda Stainreuterja iz knjige Österreichischen Chronik von den 95 Herrschaften iz poznega 14. stoletja (okrog 1384/85) v stari nemščini, ki ga morete v opombi prebrati v izvirniku:

Neka ženska je bila papež leta osemsto sedeminštiridesetega po Kristusovem rojstvu in je sedela na (Petrovem) sedežu tri leta in pet mesecev ter se je imenovala Janez. Ona je prišla v moški obleki v Atene in je študirala velike umetnosti. Nato je prišla v Rim in je preučevala najvišjo znanost. Drugi profesorji, učenci in duhovniki so poslušali njene lekcije in v Rimu ga ni bilo profesorja, ki bi poučeval bolje. Zato so jo izvolili za papeža in nato je zanosila. Ko bi morala iti v eni procesiji, je dobila ženske popadke in je rodila enega otroka.

### Kaj pravi zgodovinar
V 13. stoletju se je med ljudmi razširila legenda o papežinji Ivani. Med najbolj znanimi je zapis te zgodbe v kroniki dominikanskega letopisca Martina Opavskega (†1278). Po teh pripovedih naj bi neko dekle iz Mainza, preoblečeno v moškega, študiralo v Atenah, potem pa prišlo v Rim, kjer naj bi jo zaradi njene učenosti po smrti Leona IV.  izvolili za papeža pod imenom Janez Angleški (Joannes Anglicus). Legenda (ena različica) je celo natančno vedela povedati, naj bi Ivana papeževala dve leti, en mesec in štiri dni, ne da bi kdo spoznal njeno prevaro, ki pa naj bi se razkrila med neko procesijo, kjer je Ivana rodila in zatem umrla. 

## Verodostojnost
Legendo so kot verodostojno jemali nekaj stoletij, še v 20. stoletju pa so jo ponekod uporabljali kot umazano orožje proti papeštvu in Cerkvi. Kot prva sta učena humanista Enea Silvio Piccolomini   in Bartolomeo Platina ugotovila, da gre pri tem le za sad ljudske domišljije, kar so kasneje potrdili tudi drugi znanstveniki. Resničnost legende v celoti izpodbijata tudi z vso gotovostjo izpričana datuma smrti Leona IV. in izvolitve Benedikta III., kjer je komaj nekaj dni razlike med smrtjo prvega in izvolitvijo drugega in torej ni prostora za neko tretjo vladavino, ki bi poleg tega trajala celo več let. 
Ozadje te legende je najbrž treba iskati v dogajanjih v 10. stoletju, ki ga v zgodovini poznamo tudi kot Mračno stoletje (Saeculum obscurum), ko so v Rimu za konzulom Teofilaktom (Teofilakt I. Spoletsko-Tuskulski) vso oblast prevzele v roke njegova žena »senatorka« Teodora in njeni hčeri Marozia in Teodora. Takrat je bilo tudi papeštvo povsem v rokah te ženske vladavine.

### Filmi
- Pope Joan igrajo: Liv Ullmann v glavni vlogi, režija: Michael Anderson, Velika Britanija 1972
- Die Päpstin (Pope Joan)  glavna vloga: Johanna Wokalek, režija: Sönke Wortmann, Nemčija/Velika Britanija 2009
- Das Geheimnis der Päpstin, Fernsehdokumentation von Daniel Sich & Christel Fomm, Erstsendung am 9. April 2012 im ZDF [7]

### Muzikal
- Die Päpstin – Das Musical mit Sabrina Weckerlin als Hauptdarstellerin, Mathias Edenborn als Gerold, Regie: Stanislav Mosa, Komponist: Dennis Martin, Musikalischer Leiter: Peter Scholz, Deutschland/Fulda 2011